# Lacconectus splendidus
Lacconectus splendidus är en skalbaggsart som beskrevs av Michel Brancucci 2003. Lacconectus splendidus ingår i släktet Lacconectus och familjen dykare. Inga underarter finns listade i Catalogue of Life.